# Ministère des Affaires économiques et des Finances
 (juillet 2025).
Le contenu est difficilement compréhensible vu les erreurs de traduction, qui sont peut-être dues à l'utilisation d'un logiciel de traduction automatique.
Le ministère des Affaires économiques et des Finances a été formé après la révolution constitutionnelle (Mashrūteh) et il était composé d'administrations telles que la douane et le Trésor. La loi portant création du ministère des Affaires économiques et des Finances a été approuvée par le Parlement en 1974.
La plupart des organisations et instituts chargés de l'élaboration des politiques dans le domaine du commerce des biens et services sont affiliés au ministère des Affaires économiques et des Finances.

## Fonctions
Les fonctions du ministère des Affaires économiques et des Finances sont les suivantes :
- agissant en tant que trésor public,
- les finances publiques,
- élaboration de politiques économiques et financières,
- mettre en œuvre des politiques fiscales,
- chargé des investissements directs étrangers,
- diriger le réseau bancaire et les instituts d'assurances commerciales,
- réglementant les marchés financiers du pays, voir aussi : Bourse de Téhéran et Banque centrale d'Iran[3].

## Structures

### Administration des douanes de la République islamique d'Iran
L'administration des douanes est affiliée au ministère des Affaires économiques et des Finances. Toutes les activités concernant l'importation, l'exportation, le transit, la perception des droits d'importation et d'autres cas tels que l'importation temporaire sont effectuées par l'administration des douanes, qui est chargée de mettre en œuvre la loi sur les affaires douanières de l'année iranienne 1350 (1971), et son exécutif Arrêté.

### Organisation pour la collecte et la vente des propriétés d'État d'Iran (OCSSPI)
Affilié au ministère des Affaires économiques et des Finances, le principal objectif de la formation de l'Organisation pour la collecte et la vente des biens appartenant à l'État d'Iran (OCSSPI) est de concentrer toutes les questions relatives à la collecte, au stockage, à la gestion et à la vente de propriétés qui, en vertu de la loi, sont sous la propriété, la possession, la garde ou la gestion du gouvernement.

### Organisation fiscale de l'État
Affiliée au ministère des Affaires économiques et des Finances, l'Administration fiscale nationale iranienne est chargée de la perception des impôts et de la supervision de la mise en œuvre de toutes les lois et réglementations fiscales en Iran. L'Iran met en œuvre un système de codes à barres (appelé « Irancode ») dans tout le pays afin de faciliter le commerce électronique et la perception des impôts.

### Organisation de privatisation
Selon le quatrième plan quinquennal de développement économique (2005-2010), l'Organisation de privatisation de l'Iran, affiliée au ministère des Affaires économiques et des Finances, est chargée de fixer les prix et de céder les actions des entreprises publiques au grand public et sur la Bourse de Téhéran. Le président de l'Organisation iranienne de privatisation est Ali-Ashraf Abdollah Porihoseini.

### Organisation pour l'assistance économique et technique à l'investissement
Affilié au ministère des Affaires économiques et des Finances, à l'Organisation pour l'assistance économique et technique à l'investissement (OIETA) a été établi pour centraliser, réglementer et exécuter une multitude d'activités liées aux investissements étrangers en Iran, aux investissements étrangers de l'Iran à l'étranger, à l'octroi de prêts et de facilités de crédit à des entreprises, instituts ou gouvernements étrangers, ainsi qu'à l'obtention de prêts ou de crédits auprès de sources étrangères ou internationales. L'OIETA est une « institution à guichet unique » pour les investissements directs étrangers en Iran.

## Ministres des Finances
- Rostam Pirasteh, 1979
- Ali Ardalan, 1979
- Abolhassan Bani Sadr, 1979-1980
- Reza Salimi, (par intérim) 1980
- Mohsen Nourbakhsh, (par intérim) 1980-1981
- Hossein Namazi, 1980-1985
- Mohammad Javad Irvani, 1986-1988
- Mohsen Nourbakhsh, 1989-1993
- Morteza Mohammadkhan, 1993-1997
- Hossein Namazi, 1997-2001
- Tahmasb Mazaheri, 2001-2004
- Safdar Hosseini, 2004-2005
- Davoud Danesh-Jafari, 2005-2008
- Hossein Samsami, (par intérim) 2008
- Shamseddin Hosseini, 2008-2013
- Ali Tayebnia, 2013-2017
- Masoud Karbasian, 2017-2018
- Rahmatollah Akrami, 2018
- Farhad Dejpasand, 2018-2021
- Ehsan Khandozi, 2021-2024
- Abdolnaser Hemmati, 2024-2025
- Seyed Ali Madanizadeh, depuis 2025